# 崔钧
崔钧（？—？），一名均，字元平，涿郡安平县（今河北省衡水市安平县）人，是東漢太尉崔烈的兒子，崔州平的哥哥，东汉官员。
汉灵帝时，朝廷打开鸿都门出榜贩卖官爵，三公九卿、州牧郡守下至配铜印黄绶的官位卖价各有等级差别。崔烈当时担任廷尉，通过汉灵帝的保姆程夫人交给朝廷五百万钱，得到了司徒的官职。崔烈拜官的当天，汉灵帝来到屋檐下的平台上，百官全都在场。汉灵帝回头对自己亲近宠信的人说：“我后悔当初没有吝啬点，居然五百万就把司徒卖了，应该是一千万的。”程夫人在旁边回应说：“崔公是冀州的名士，怎么会买官？他靠我得到司徒的官职，反而不知道美吗？”崔烈因此声誉锐减，心境长久不安，他不慌不忙的对儿子崔钧说：“我位居三公，议论的人怎么看？”崔钧说：“父亲大人年轻时就有英名，历任太守和九卿，议论的人不会说您不该担任三公。但如今您担任司徒，天下人都很失望。”崔烈问：“这是为什么？”崔钧答道：“议论的人嫌您有铜臭味。”崔烈大怒，举起拐杖打崔钧。崔钧当时担任虎贲中郎将，头戴武士的帽子，帽子上插着鹖鸟尾毛，狼狈的逃走。崔烈骂着说：“该死的兵卒，父亲打就跑，你这是孝顺吗？”崔钧说：“舜侍奉父亲的时候，挨小拐杖打就接受，挨大拐杖打就逃，并不是不孝顺。”崔烈感到惭愧，就停下来了。
崔钧年轻时结交英雄豪杰，名声在外，后出任西河郡太守。汉献帝初年，崔钧与袁绍都在山东起兵，董卓因此将崔烈投入郿县监狱，用铁索将他关押起来。董卓被杀后，崔烈被任命为城门校尉。李傕攻入入长安时，崔烈为乱兵所杀。崔钧一直想要报父仇，但不久就因病去世了。
崔钧的后代是博陵崔氏中的博陵安平房。